# جشنواره بین‌المللی فارابی
جشنوارهٔ بین‌المللی فارابی، نام یک جشنوارهٔ علمی در ایران است. این جشنواره ویژهٔ تحقیقات علوم انسانی و اسلامی است که توسط وزارت علوم، تحقیقات و فناوری، و به صورت سالانه برگزار می‌شود. بنیان‌گذار این جشنواره علی‌اکبر علیخانی است. دبیرخانهٔ دائمی جشنوارهٔ بین‌المللی فارابی در پژوهشگاه مطالعات فرهنگی، اجتماعی و تمدنی مستقر است.

## هدف
موضوع جشنواره فارابی، تحقیقات حوزه علوم انسانی و اسلامی است. آثاری در جشنواره، پذیرش، ثبت، بررسی، ارزیابی و معرفی می‌شوند که واجد ویژگی «اثربخشی» باشند.
وزارت علوم، تحقیقات و فناوری به منظور ارتقای جایگاه علوم انسانی و اسلامی و ترغیب و تشویق پژوهشگران این حوزه به انجام تحقیقات بنیادی و کاربردی اصیل منطبق با ملاک‌های علمی و دانش بومی و همچنین شناسایی، معرفی و تقدیر از محققان برتر حوزه علوم انسانی و اسلامی «جشنواره بین‌المللی فارابی» را با مشارکت سازمان‌ها و موسسات علمی داخلی و بین‌المللی برگزار می‌کند.

## نحوهٔ برگزاری
جشنواره در دو سطح «بزرگسال» و «جوان» برگزار می‌شود و از نظر جغرافیایی، دو سطحِ داخل و خارجِ ایران را شامل می‌شود. در حوزهٔ داخلی، تمام آثار در زمینهٔ علوم انسانی و در حوزهٔ خارجی، آثارِ مربوط به اسلام‌شناسی، ایران‌شناسی و مطالعات انقلاب اسلامی در نظر گرفته می‌شود. اولین دورهٔ جشنوارهٔ فارابی در بهمن ۱۳۸۶ برگزار شد.

## برگزیدگان
- فهرست برگزیدگان ایرانی
- فهرست برگزیدگان غیرایرانی

## فهرست تقدیرشدگان بخش ویژه جشنواره بین‌المللی فارابی

### دوره اول
| بخش                       | برگزیده                       | تصویر | منبع  |
| ------------------------- | ----------------------------- | ----- | ----- |
| مجموعه آثار و خدمات علمی  | حسن حسن‌زاده آملی              |       | [ ۳ ] |
| مجموعه آثار و خدمات علمی  | عبدالله جوادی آملی            |       | [ ۳ ] |
| مجموعه آثار و خدمات علمی  | جعفر سبحانی                   |       | [ ۳ ] |
| مجموعه آثار و خدمات علمی  | محمدتقی مصباح یزدی            |       | [ ۳ ] |
| فارابی‌شناس برجسته         | رضا داوری اردکانی             |       | [ ۳ ] |
| پیشکسوت علوم انسانی ایران | فتح‌الله مجتبایی               |       | [ ۳ ] |
| شخصیت پیشرو               | سیدمرتضی عسگری                |       | [ ۳ ] |
| شخصیت پیشرو               | علی محمد کاردان               |       | [ ۳ ] |
| شخصیت پیشرو               | محمد هادی معرفت               |       | [ ۳ ] |
| شخصیت پیشرو               | سید جعفر شهیدی                |       | [ ۳ ] |
| مرکز پژوهشی برتر          | مرکز دائرةالمعارف بزرگ اسلامی |       | [ ۳ ] |

### دوره دوم
| بخش                       | برگزیده                       | تصویر | منبع  |
| ------------------------- | ----------------------------- | ----- | ----- |
| شخصیت پیشرو               | سیدجلال الدین آشتیانی         |       | [ ۴ ] |
| شخصیت پیشرو               | مصطفی مؤمنی                   |       | [ ۴ ] |
| شخصیت پیشرو               | طاهره صفارزاده                |       | [ ۴ ] |
| شخصیت پیشرو               | توشیهیکو ایزوتسو              |       | [ ۴ ] |
| پیشکسوت علوم انسانی ایران | علی شریعتمداری                |       | [ ۴ ] |
| مجموعه آثار و خدمات علمی  | ناصر مکارم شیرازی             |       | [ ۴ ] |
| مجموعه آثار و خدمات علمی  | محمدرضا مهدوی کنی             |       | [ ۴ ] |
| مجموعه آثار و خدمات علمی  | غلامحسین ابراهیمی دینانی      |       | [ ۴ ] |
| مجموعه آثار و خدمات علمی  | حسن حبیبی                     |       | [ ۴ ] |
| مجموعه آثار و خدمات علمی  | جعفر مهرداد                   |       | [ ۴ ] |
| مفاخرپژوه برجسته          | مهدی محقق                     |       | [ ۴ ] |
| مترجم برتر                | احمد سمیعی (گیلانی)           |       | [ ۴ ] |
| نظریه‌پرداز و منتقد        | سیدعباس موسویان               |       | [ ۴ ] |
| نظریه‌پرداز و منتقد        | مرکز اسناد انقلاب اسلامی      |       | [ ۴ ] |
| نظریه‌پرداز و منتقد        | سازمان تحقیقات و مطالعات ناجا |       | [ ۴ ] |

### دوره سوم
| بخش                       | برگزیده                | تصویر | منبع  |
| ------------------------- | ---------------------- | ----- | ----- |
| پیشکسوت علوم انسانی ایران | سیدجعفر سجادی          |       | [ ۵ ] |
| مجموعه آثار و خدمات علمی  | احمد احمدی             |       | [ ۵ ] |
| مجموعه آثار و خدمات علمی  | محمد واعظ زاده خراسانی |       | [ ۵ ] |
| مجموعه آثار و خدمات علمی  | عزیزالله عطاردی قوچانی |       | [ ۵ ] |
| شخصیت پیشرو               | محمدتقی بهجت           |       | [ ۵ ] |
| شخصیت پیشرو               | احمد مجتهدی تهرانی     |       | [ ۵ ] |
| شخصیت پیشرو               | قیصر امین پور          |       | [ ۵ ] |
| شخصیت پیشرو               | محمدمهدی فولادوند      |       | [ ۵ ] |
| مفاخرپژوه برجسته          | محسن جهانگیری          |       | [ ۵ ] |
| مترجم برتر                | اسماعیل سعادت          |       | [ ۵ ] |
| مترجم برتر                | عبدالمحمد آیتی         |       | [ ۵ ] |
| مصحح برجسته               | سیدعبدالله انوار       |       | [ ۵ ] |
| نظریه‌پرداز برجسته         | علی اکبر رشاد          |       | [ ۵ ] |
| نظریه‌پرداز برجسته         | ابوالقاسم علیدوست      |       | [ ۵ ] |
| مؤسسه پژوهشی برتر         | مؤسسه برنامه‌ریزی درسی  |       | [ ۵ ] |

### دوره چهارم
| بخش                       | برگزیده                      | تصویر | منبع  |
| ------------------------- | ---------------------------- | ----- | ----- |
| شخصیت پیشرو               | سیدمحمدحسین فضل‌الله          |       | [ ۶ ] |
| شخصیت پیشرو               | محمد خوانساری                |       | [ ۶ ] |
| شخصیت پیشرو               | هاراطون داویدیان             |       | [ ۶ ] |
| شخصیت پیشرو               | علی‌محمد حق‌شناس               |       | [ ۶ ] |
| مجموعه آثار و خدمات علمی  | سیدمحمد حسینی خامنه‌ای        |       | [ ۶ ] |
| مجموعه آثار و خدمات علمی  | محمد امامی کاشانی            |       | [ ۶ ] |
| مجموعه آثار و خدمات علمی  | غلامرضا اعوانی               |       | [ ۶ ] |
| مجموعه آثار و خدمات علمی  | کاظم معتمد نژاد              |       | [ ۶ ] |
| پیشکسوت علوم انسانی ایران | کریم مجتهدی                  |       | [ ۶ ] |
| مفاخر پروژه برجسته        | فضل‌الله رضا                  |       | [ ۶ ] |
| مترجم برتر                | بهاء الدین خرمشاهی           |       | [ ۶ ] |
| مترجم برتر                | ابوالقاسم امامی              |       | [ ۶ ] |
| نظریه‌پرداز برجسته         | علیرضا قائمی نیا             |       | [ ۶ ] |
| نسخه‌شناس برجسته           | عبدالحسین حائری              |       | [ ۶ ] |
| مؤسسه پژوهشی برتر         | پژوهشگاه علوم و فرهنگ اسلامی |       | [ ۶ ] |

### دوره پنجم
| بخش                       | برگزیده                 | تصویر | منبع  |
| ------------------------- | ----------------------- | ----- | ----- |
| شخصیت پیشرو               | سیدعلی اکبر حسینی سردری |       | [ ۷ ] |
| شخصیت پیشرو               | شیخ محمدعلی العمری      |       | [ ۷ ] |
| شخصیت پیشرو               | ابوالقاسم گرجی          |       | [ ۷ ] |
| شخصیت پیشرو               | جلیل اخوان زنجانی       |       | [ ۷ ] |
| پیشکسوت علوم انسانی ایران | صادق آیینه وند          |       | [ ۷ ] |
| مجموعه آثار و خدمات علمی  | سید محمود هاشمی شاهرودی |       | [ ۷ ] |
| مجموعه آثار و خدمات علمی  | سیدکاظم حسینی حائری     |       | [ ۷ ] |
| مجموعه آثار و خدمات علمی  | فرهاد ناظرزاده کرمانی   |       | [ ۷ ] |
| مجموعه آثار و خدمات علمی  | علی رضائیان             |       | [ ۷ ] |
| مصحح برجسته               | محسن بیدارفر            |       | [ ۷ ] |
| مفاخرپژوه برجسته          | توفیق هاشم‌پور سبحانی    |       | [ ۷ ] |
| مترجم برتر                | عزت‌الله فولادوند        |       | [ ۷ ] |
| مترجم برتر                | حامد صدقی               |       | [ ۷ ] |
| نظریه‌پرداز برجسته         | سالار منافی اناری       |       | [ ۷ ] |
| مؤسسه پژوهشی شایسته تقدیر | پژوهشگاه حوزه و دانشگاه |       | [ ۷ ] |

### دوره ششم
| بخش                       | برگزیده                        | تصویر | منبع  |
| ------------------------- | ------------------------------ | ----- | ----- |
| شخصیت پیشرو               | عبدالله نورانی                 |       | [ ۸ ] |
| پیشکسوت علوم انسانی ایران | سیدمحمدباقر حجتی               |       | [ ۸ ] |
| مجموعه آثار و خدمات علمی  | محمد محمدی ری شهری             |       | [ ۸ ] |
| مجموعه آثار و خدمات علمی  | جلیل تجلیل                     |       | [ ۸ ] |
| مصحح برتر                 | محمد روشن                      |       | [ ۸ ] |
| مفاخرپژوه برجسته          | محمدعلی معلم دامغانی           |       | [ ۸ ] |
| مترجم برتر                | فریده مهدوی دامغانی            |       | [ ۸ ] |
| مترجم برتر                | محمدعلی آذرشب                  |       | [ ۸ ] |
| نظریه‌پرداز برجسته         | عبدالحمید نقره‌کار              |       | [ ۸ ] |
| مؤسسه پژوهشی شایسته تقدیر | پژوهشگاه فرهنگ و اندیشه اسلامی |       | [ ۸ ] |

### دوره هفتم
| بخش                              | برگزیده                      | تصویر | منبع  |
| -------------------------------- | ---------------------------- | ----- | ----- |
| شخصیت پیشرو                      | عباس حری                     |       | [ ۹ ] |
| شخصیت پیشرو                      | سید مجتبی موسوی لاری         |       | [ ۹ ] |
| شخصیت پیشرو                      | آقامجتبی تهرانی              |       | [ ۹ ] |
| پیشکسوت علوم انسانی ایران        | ناصر کاتوزیان                |       | [ ۹ ] |
| مجموعه آثار و خدمات علمی         | محمدعلی تسخیری               |       | [ ۹ ] |
| مصحح برتر                        | سیدمحمد دبیرسیاقی            |       | [ ۹ ] |
| مفاخرپژوه برجسته                 | میرجلال الدین کزازی          |       | [ ۹ ] |
| مؤسسه پژوهشی شایسته تقدیر        | مؤسسه مطالعات انرژی          |       | [ ۹ ] |
| مؤسسه پژوهشی شایسته تقدیر        | مرکز تحقیقات استراتژیک توسعه |       | [ ۹ ] |
| انجمن علمی شایسته تقدیر          | انجمن جامعه‌شناسی ایران       |       | [ ۹ ] |
| نشریه علمی - پژوهشی شایسته تقدیر | فصلنامه ژئوپلتیک             |       | [ ۹ ] |

### دوره هشتم
| بخش                              | برگزیده                   | تصویر | منبع   |
| -------------------------------- | ------------------------- | ----- | ------ |
| شخصیت پیشرو                      | غلامحسین شکوهی            |       | [ ۱۰ ] |
| شخصیت پیشرو                      | غلامحسین مصاحب            |       | [ ۱۰ ] |
| پیشکسوت علوم انسانی ایران        | محمدعلی اسلامی ندوشن      |       | [ ۱۰ ] |
| پیشکسوت علوم انسانی ایران        | سیدمصطفی محقق داماد       |       | [ ۱۰ ] |
| مترجم برتر                       | میر شمس الدین ادیب سلطانی |       | [ ۱۰ ] |
| مترجم برتر                       | محمود مهدوی دامغانی       |       | [ ۱۰ ] |
| نظریه‌پرداز برجسته                | سیدجلال دهقانی فیروزآبادی |       | [ ۱۰ ] |
| انجمن علمی شایسته تقدیر          | انجمن حسابداری ایران      |       | [ ۱۰ ] |
| نشریه علمی - پژوهشی شایسته تقدیر | پژوهشنامه انتقادی         |       | [ ۱۰ ] |

### دوره نهم
| بخش                       | برگزیده            | تصویر | منبع   |
| ------------------------- | ------------------ | ----- | ------ |
| شخصیت پیشرو               | عباس زریاب خویی    |       | [ ۱۱ ] |
| شخصیت پیشرو               | حمید عنایت         |       | [ ۱۱ ] |
| پیشکسوت علوم انسانی ایران | امیرهوشنگ ابتهاج   |       | [ ۱۱ ] |
| پیشکسوت علوم انسانی ایران | حسین معصومی همدانی |       | [ ۱۱ ] |
| مترجم برتر                | عبدالحسین نیک‌گهر   |       | [ ۱۱ ] |
| نظریه‌پرداز برجسته         | سیدمحمد نقی‌زاده    |       | [ ۱۱ ] |
| انجمن علمی برتر           | انجمن مدیریت ایران |       | [ ۱۱ ] |
| نشریه علمی پژوهشی برتر    | جستارهای زبانی     |       | [ ۱۱ ] |

### دوره دهم
| بخش                        | برگزیده                    | تصویر | منبع   |
| -------------------------- | -------------------------- | ----- | ------ |
| شخصیت پیشرو                | عبدالحسین زرین‌کوب          |       | [ ۱۲ ] |
| شخصیت پیشرو                | سیدعبدالکریم موسوی اردبیلی |       | [ ۱۲ ] |
| شخصیت پیشرو                | توران میرهادی              |       | [ ۱۲ ] |
| پیشکسوت علوم انسانی ایران  | رضا استادی مقدم            |       | [ ۱۲ ] |
| پیشکسوت علوم انسانی ایران  | محمدرضا حکیمی              |       | [ ۱۲ ] |
| پیشکسوت علوم انسانی ایران  | محمدعلی موحد               |       | [ ۱۲ ] |
| نظریه‌پرداز برجسته          | اصغر افتخاری               |       | [ ۱۲ ] |
| مترجم برتر                 | عبدالکریم رشیدیان          |       | [ ۱۲ ] |
| مترجم برتر                 | حسین صابری                 |       | [ ۱۲ ] |
| برگزیده مطالعات میان‌رشته‌ای | مقصود فراستخواه            |       | [ ۱۲ ] |
| انجمن علمی برتر            | انجمن علوم مدیریت ایران    |       | [ ۱۲ ] |
| نشریه علمی - پژوهشی برتر   | نشریه پژوهش‌های فلسفی       |       | [ ۱۲ ] |
| نشریه علمی - پژوهشی برتر   | نشریه فلسفه و کلام اسلامی  |       | [ ۱۲ ] |

### دوره یازدهم (مرداد ۱۳۹۹)
| بخش                       | برگزیده                                    | تصویر | منبع   |
| ------------------------- | ------------------------------------------ | ----- | ------ |
| شخصیت پیشرو               | ابراهیم امینی                              |       | [ ۱۳ ] |
| شخصیت پیشرو               | داریوش شایگان                              |       | [ ۱۳ ] |
| پیشکسوت علوم انسانی ایران | منصوره اتحادیه                             |       | [ ۱۳ ] |
| پیشکسوت علوم انسانی ایران | غلامعباس توسلی                             |       | [ ۱۳ ] |
| نظریه‌پرداز برجسته         | نجف لک زایی                                |       | [ ۱۳ ] |
| مترجم برتر                | عبدالله کوثری                              |       | [ ۱۳ ] |
| انجمن علمی برتر           | مطالعات فرهنگی و ارتباطات                  |       | [ ۱۳ ] |
| فصلنامه علمی برتر         | Journal of Research in Applied Linguistics |       | [ ۱۳ ] |

### دوره دوازدهم (تیر ۱۴۰۰)
| بخش                       | برگزیده                                                             | تصویر | منبع   |
| ------------------------- | ------------------------------------------------------------------- | ----- | ------ |
| شخصیت پیشرو               | سید اسعد شیخ‌الاسلامی                                                |       | [ ۱۴ ] |
| شخصیت پیشرو               | داود فیرحی                                                          |       | [ ۱۴ ] |
| شخصیت پیشرو               | عزت‌الله نگهبان                                                      |       | [ ۱۴ ] |
| پیشکسوت علوم انسانی ایران | ژاله آموزگار                                                        |       | [ ۱۴ ] |
| پیشکسوت علوم انسانی ایران | سید محسن خرازی                                                      |       | [ ۱۴ ] |
| پیشکسوت علوم انسانی ایران | سید محمد رضوی                                                       |       | [ ۱۴ ] |
| پیشکسوت علوم انسانی ایران | ضیاء موحد                                                           |       | [ ۱۴ ] |
| نظریه‌پرداز برجسته         | محمدرضا ریخته‌گران                                                   |       | [ ۱۴ ] |
| مترجم برتر                | منوچهر صانعی دره بیدی                                               |       | [ ۱۴ ] |
| انجمن علمی برتر           | انجمن مطالعات برنامه درسی ایران                                     |       | [ ۱۴ ] |
| فصلنامه علمی برتر         | International Journal of Information Science and Management (IJISM) |       | [ ۱۴ ] |